# ビッグホリデー
ビッグホリデー株式会社（英文名称：BIGHOLIDAY Co.,Ltd.）は、東京都文京区に本社を置く第1種登録の旅行会社。観光庁長官登録旅行業第576号。資本金は8000万円。
日本旅行業協会（JATA）正会員、全国旅行協会（ANTA）賛助会員、全日本空輸（ANA）代理店、国際航空運送協会（IATA）公認代理店、JRグループ委託販売会社。

## 概要
業務内容は主に旅行商品の企画・販売で、首都圏約4000店舗の旅行代理店への卸し（ホールセール）と、自社ホームページやYahoo!トラベルを中心としたネット販売を行っている。他に中小旅行代理店向けのユニット販売や法人営業も手がける。
商品内容は国内旅行から海外旅行まで幅広く、特に飛行機利用の商品はANA専売店だけにANA便指定商品が充実している。また、中小旅行代理店向けにJR東日本びゅう商品の委託契約もしている。また、株式会社オリエンタルランドとの間でテーマパーク予約券の取扱契約を締結しており、東京ディズニーランド、東京ディズニーシーなどの予約発券も行っている。
1964年（昭和39年）4月に北日本ツーリスト・ビューローとして創立。1969年（昭和44年）9月に東京ブルー観光株式会社に社名変更した。1977年（昭和52年）4月にはANA指定代理店を取得する。1985年（昭和60年）7月に現社名に変更、2004年に創立40周年を迎えた。横浜・さいたま・千葉のほか、経済産業省内にも支店を持つ。

## 営業支店
- 本社営業所 - 東京都文京区本郷3-19-4　大関ビル1F
- 横浜支店 - 神奈川県横浜市西区北幸2-10-27　東武立野ビル3F
- 北関東支店 - 埼玉県さいたま市大宮区桜木町4-252　ユニオンビルディング8F
- 千葉支店 - 千葉県千葉市中央区富士見2-15-1　ワラビビル2F
- 経済産業省内支店 - 東京都千代田区霞ヶ関1-3-1　経済産業省内地下1F
- 大阪支店 - 大阪府大阪市西区江戸堀2-1-1　江戸堀センタービル14F
- 名古屋支店 - 愛知県名古屋市中村区則武1-10-6　側島ノリタケビル605
- 札幌支店 - 北海道札幌市中央区大通西18-2-12　大通MMビル502
- 福岡支店 - 福岡県福岡市中央区天神4-2-36　天神第一ビル3F

## 主な商品内容
- 国内旅行 - 北海道、沖縄、九州、四国、山陰、山陽、関西、伊豆七島、東北、北陸、本州スキー、北海道スキー、尾瀬など
- 海外旅行 - ヨーロッパ、アメリカ、ハワイ、中国、韓国、台湾、タイ、シンガポール、香港、ベトナムなど

## 関連会社
- ビッグホリデーインターナショナル株式会社
- 株式会社TAS
- 株式会社プレイガイド
- コミュニティネットワーク株式会社